# حسن المحمد
حسن عبد الله المحمد صالح هو لاعب كرة قدم سعودى يلعب حاليا في نادي العدالة.

## مسيرة اللاعب
بدأ المحمد مشواره مع فريق شباب الصواب. في 9 يوليو 2015 ، انضم المحمد إلى هجر ، وقع أول عقد احترافي له مع النادي في 30 أبريل 2018. ظهر لأول مرة مع الفريق خلال موسم 2019-20 في الدرجة الثانية السعودية. قدم 17 مباراة وسجل 3 أهداف كما توج هجر بطلاً للدرجة الثانية. في 17 سبتمبر 2020 ، جدد المحمد عقده مع هجر لمدة ثلاث سنوات أخرى. في 4 يوليو 2021 ، انضم المحمد إلى نادي الفتح في دوري المحترفين في صفقة مدتها خمس سنوات. ظهر لأول مرة في 1 يناير 2022 في مباراة الدوري ضد النصر ، وشارك ايضاً في لقاء الفريق ضد نادي الشباب وانتقل إلى نادي العدالة في عام 2024.

## روابط خارجية
- حسن المحمد صالح على موقع Soccerway.com (الإنجليزية)
- حسن المحمد صالح على موقع كووورة